# 桂三千夫
桂 三千夫（かつら みちお、1913年7月16日 - 1996年7月28日）は、日本の元歌手、声優。
本名は島津 英夫（しまづ ひでお）。栃木県出身。

## 経歴
戦前は流行歌歌手として活動していた。1936年6月、リーガルレコードから発売された、『あの娘たずねて』を歌唱する。この曲はメロディーそのものが『サーカスの唄』である。桂はなかなかの歌唱力であるが、歌手として大成することはなかった。戦後は主に声優として活動していた。

## 代表曲
- 『あの娘たずねて』 作詞 水久保弘、作曲 古賀政男[3]、編曲 由良武美

## 出演作品

### テレビアニメ
1963年
- エイトマン

1965年
- ジャングル大帝

1967年
- 黄金バット